# Bai Dezhang
Bai Dezhang   (Xinmin, 8 de març de 1931 - Changchun, 23 de novembre de 2019) va ser un actor i director de cinema xinès a l'Estudi de cinema de Changchun, conegut per la seua actuació a la pel·lícula de 1963 Bingshan shang de laike. Va rebre el Premi Honorífic dels Premis Fènix Daurat el 2009.
Bai va nàixer el 1931 a Xinmin, Liaoning, República de la Xina. Després de la fundació de la República Popular de la Xina el 1949, es va convertir en actor amb Northeast Film Studio (un predecessor de l'Estudi de cinema de Changchun).
Començant amb rols menors en pel·lícules com La xica dels cabells blancs, més tard es va convertir en un actor principal en diverses pel·lícules com Ji Hongchang, Baofeng zhong de xiong ying, i Hua zong ren. El seu paper més conegut va ser probablement el de Comandant del III Pelotó a la pel·lícula de 1963 Bingshan shang de laike.
A partir de la dècada del 1980, Bai es va convertir en director. Juntament amb la seua dona Xu Xunxing, també directora a Changchun, va codirigir diverses pel·lícules com Yuanli renqun de difang, Xiandai jue doushi, Guadong da xia, i Guandong nü xia. El 2009, va rebre el Guardó Honorífic dels Premis Fènix Daurat.
Bai va morir el 23 de novembre de 2019 a Changchun, a 88 anys.